# 1960年ローマオリンピックのバスケットボール競技・男子日本選手団
1960年ローマオリンピックのバスケットボール競技・男子日本選手団（―だんしにほんせんしゅだん）は、1960年ローマオリンピックバスケットボール競技に出場したバスケットボール男子日本代表である。
日本はメルボルンにつづいて初となる2大会連続出場を決めた。次回大会は自国開催の東京オリンピックとなるため、それへ向けた強化の一環にも位置づけ、当時19歳だった増田貴史を抜擢するなど21歳以下の学生も4人代表入りさせた。
今大会は1次リーグから順位決定戦まですべてラウンドロビン方式が採用されたが、1次・2次ともに全敗となり、13~16位決定戦に回るもプエルトリコにも敗れたため、7戦全敗で16チーム中15位のオリンピック史上ワースト順位で終えた（ブルガリアが2次リーグ以降棄権したため最下位は免れた）。

## スタッフ
- 監督：森澤誠一
- コーチ：前田昌保

## 選手
- 糸山隆司
- 杉山武雄
- 斎藤博
- 今泉健一
- 東海林周太郎
- 鎌田正司
- 金川英雄
- 奈良節雄
- 大島康邦
- 若林薫
- 志賀政司
- 増田貴史

## 成績

### グループA
- 日本 66 - 73  ハンガリー
- 日本 66 - 125  アメリカ合衆国
- 日本 92 - 100  イタリア

### プールD
- 日本 63 - 101  フランス
- 日本 57 - 76  メキシコ
- 日本 64 - 66  スペイン

### 13~16位決定戦
- 日本 73 - 93  プエルトリコ

 ブルガリアは棄権。

### 最終順位
| 順位 | 国・地域         |
| ---- | ---------------- |
| 1位  | アメリカ合衆国   |
| 2位  | ソビエト連邦     |
| 3位  | ブラジル         |
| 4位  | イタリア         |
| 5位  | チェコスロバキア |
| 6位  | ユーゴスラビア   |
| 7位  | ポーランド       |
| 8位  | ウルグアイ       |
| 9位  | ハンガリー       |
| 10位 | フランス         |
| 11位 | フィンランド     |
| 12位 | メキシコ         |
| 13位 | プエルトリコ     |
| 14位 | スペイン         |
| 15位 | 日本             |
| 16位 | ブルガリア       |